# Campionati mondiali di pattinaggio di velocità su distanza singola 2013
I Campionati mondiali di pattinaggio di velocità su distanza singola 2013 sono stati la 15ª edizione della manifestazione. Si sono svolti dal 21 al 24 marzo 2013 alla Adler Arena di Soči, in Russia.

## Programma
| Giorno   | Ora (UTC+4) | Gara                          |
| -------- | ----------- | ----------------------------- |
| 21 marzo | 16:35       | 1500 m uomini                 |
| 21 marzo | 17:40       | 3000 m donne                  |
| 22 marzo | 15:00       | 1000 m uomini                 |
| 22 marzo | 15:55       | 1500 m donne                  |
| 22 marzo | 17:00       | 5000 m uomini                 |
| 23 marzo | 13:30       | 1000 m donne                  |
| 23 marzo | 14:25       | 10000 m uomini                |
| 23 marzo | 17:35       | 5000 m donne                  |
| 24 marzo | 15:00       | 500 m donne - 1ª manche       |
| 24 marzo | 15:44       | 500 m uomini - 1ª manche      |
| 24 marzo | 16:28       | 500 m donne - 2ª manche       |
| 24 marzo | 17:17       | 500 m uomini - 2ª manche      |
| 24 marzo | 18:06       | Inseguimento a squadre donne  |
| 24 marzo | 18:51       | Inseguimento a squadre uomini |

## Podi

### Uomini
| Evento                 | Oro                                                                 | Tempo    | Argento                                                                 | Tempo    | Bronzo                                                                   | Tempo    |
| 500 m                  | Mo Tae-Bum                                                          | 69"760   | Jōji Katō                                                               | 69"820   | Jan Smeekens                                                             | 69"860   |
| 1000 m                 | Denïs Kuzïn                                                         | 1'09"14  | Mo Tae-Bum                                                              | 1'09"24  | Shani Davis                                                              | 1'09"30  |
| 1500 m                 | Denis Juskov                                                        | 1'46"32  | Shani Davis                                                             | 1'46"83  | Ivan Skobrev                                                             | 1'46"97  |
| 5000 m                 | Sven Kramer                                                         | 6'14"41  | Jorrit Bergsma                                                          | 6'17"94  | Ivan Skobrev                                                             | 6'18"31  |
| 10000 m                | Jorrit Bergsma                                                      | 12'57"69 | Sven Kramer                                                             | 12'59"71 | Bob de Jong                                                              | 13'00"26 |
| Inseguimento a squadre | Paesi Bassi Jan Blokhuijsen Sven Kramer Koen Verweij Jorrit Bergsma | 3'42"03  | Corea del Sud Joo Hyung-Joon Kim Cheol-Min Lee Seung-Hoon Ko Byung-Wook | 3'44"60  | Polonia Zbigniew Bródka Konrad Niedźwiedzki Jan Szymański Roland Cieślak | 3'45"22  |

### Donne
| Evento                 | Oro                                                                    | Tempo   | Argento                                                                               | Tempo   | Bronzo                                                              | Tempo   |
| 500 m                  | Lee Sang-Hwa                                                           | 75"347  | Wang Beixing                                                                          | 76"043  | Ol'ga Fatkulina                                                     | 76"093  |
| 1000 m                 | Ol'ga Fatkulina                                                        | 1'15"44 | Ireen Wüst                                                                            | 1'15"71 | Brittany Bowe                                                       | 1'15"87 |
| 1500 m                 | Ireen Wüst                                                             | 1'55"38 | Lotte van Beek                                                                        | 1'58"02 | Christine Nesbitt                                                   | 1'58"07 |
| 3000 m                 | Ireen Wüst                                                             | 4'02"43 | Martina Sáblíková                                                                     | 4'04"80 | Claudia Pechstein                                                   | 4'07"75 |
| 5000 m                 | Martina Sáblíková                                                      | 6'54"31 | Ireen Wüst                                                                            | 7'02"96 | Claudia Pechstein                                                   | 7'04"07 |
| Inseguimento a squadre | Paesi Bassi Marrit Leenstra Diane Valkenburg Ireen Wüst Linda de Vries | 3'00"02 | Polonia Katarzyna Bachleda-Curuś Natalia Czerwonka Luiza Złotkowska Katarzyna Woźniak | 3'04"91 | Corea del Sud Kim Bo-Reum Noh Seon-Yeong Park Do-Yeong Lim Jung-Soo | 3'05"32 |

## Medagliere
| Pos.   | Paese         | Oro | Argento | Bronzo | Totale |
| ------ | ------------- | --- | ------- | ------ | ------ |
| 1      | Paesi Bassi   | 6   | 5       | 2      | 13     |
| 2      | Corea del Sud | 2   | 2       | 1      | 5      |
| 3      | Russia        | 2   | 0       | 3      | 5      |
| 4      | Rep. Ceca     | 1   | 1       | 0      | 2      |
| 5      | Kazakistan    | 1   | 0       | 0      | 1      |
| 6      | Stati Uniti   | 0   | 1       | 2      | 3      |
| 7      | Polonia       | 0   | 1       | 1      | 2      |
| 8      | Cina          | 0   | 1       | 0      | 1      |
| 8      | Giappone      | 0   | 1       | 0      | 1      |
| 10     | Germania      | 0   | 0       | 2      | 2      |
| 11     | Canada        | 0   | 0       | 1      | 1      |
| Totale | Totale        | 12  | 12      | 12     | 36     |